# Kanton Parentis-en-Born
Parentis-en-Born is een voormalig kanton van het Franse departement Landes. Het kanton maakte deel uit van het arrondissement Mont-de-Marsan.

## Gemeenten
Het kanton Parentis-en-Born omvatte de volgende gemeenten:
- Biscarrosse
- Gastes
- Parentis-en-Born (hoofdplaats)
- Sainte-Eulalie-en-Born
- Sanguinet
- Ychoux